# Unidade (Sudão do Sul)
Nota: Al-Wahda e Al Wahda redirigem aqui. Se procura o clube de futebol, consulte Al-Wahda Sports Cultural Club.
Unidade (em árabe: al-Wahda) é um estado do Sudão do Sul. Possui uma área de 35 956 km² e uma população de 585 801 habitantes (censo de 2008). A cidade de Bentiu é a capital do estado.

## Divisões administrativas
O estado de Unidade está dividido em nove condados:
| Condados  | População (censo 2008) |
| --------- | ---------------------- |
| Abiemnhom | 17 012                 |
| Guit      | 33 004                 |
| Koch      | 74 863                 |
| Leer      | 53 022                 |
| Mayiendit | 53 783                 |
| Mayom     | 120 715                |
| Panyijar  | 50 723                 |
| Rubkona   | 100 236                |